# Vandœuvre Nancy Volley-Ball
Maillots
Actualités
Vandœuvre Nancy Volley-Ball est un club de volley-ball basé à Vandœuvre-lès-Nancy et dont l'équipe première féminine évolue en Ligue A féminine depuis 2015-16 et a assuré son maintien au cours des saisons suivantes.
L’équipe professionnelle joue ses matchs dans une salle de 1 850 places : le Parc des Sports Nations.

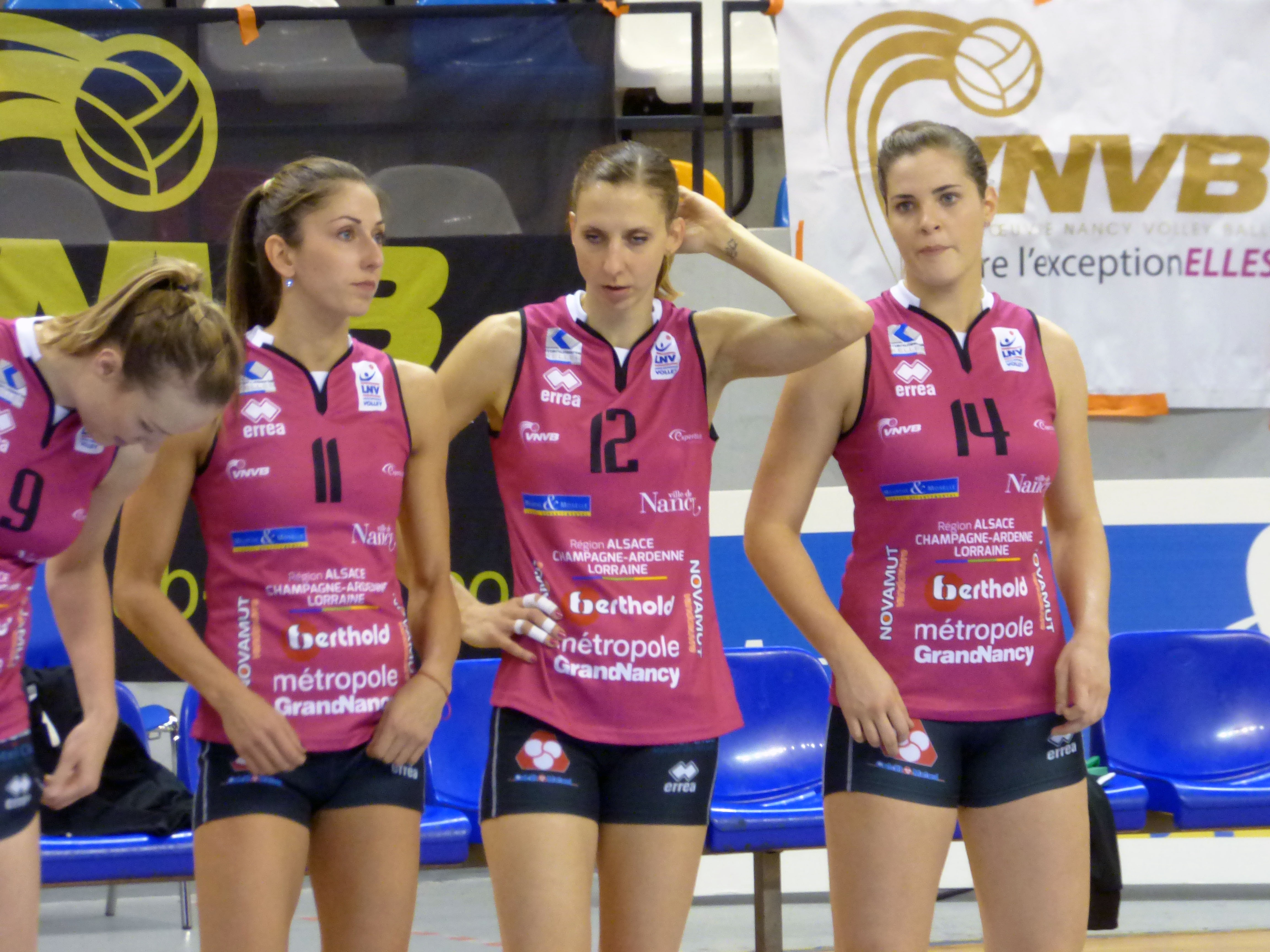
Match VNVB - ASPTT Mulhouse lors de la saison 2016-2017.

## Dates clefs
- 2001 : L'équipe cadet féminine remporte la Coupe de France.
- 2002 : L’équipe junior féminine remporte la Coupe de France.
- 2003 : L’équipe espoir féminine remporte la Coupe de France.
- 2009 : S. Dorlus et D. Nercher remportent le challenge de France cadette de Beach-volley à Mulhouse.
- 2011 : L’équipe espoir féminine termine 3e de la coupe de France, et l’équipe cadet féminine terminent 5e de la coupe de France.
- 2013 : L'équipe espoir féminine finit 3e de la coupe de France.
- 2015 : L'équipe professionnelle féminine est championne de France de Division Élite Féminine (DEF).
- 2016 : L'équipe professionnelle féminine termine 10e (6V-16D) du championnat de France.
- 2017 : L'équipe professionnelle féminine termine 10e (7V-15D) du championnat de France.
- 2018 : L'équipe professionnelle féminine termine 9e(8V-14D) du championnat de France.
- 2019 : L'équipe professionnelle féminine termine 11e(10V-16D) du championnat de France.
- 2020 : L'équipe professionnelle féminine termine 7è (14V-10D) du championnat de France. Le championnat est arrêté à l'avant dernière journée en raison de la pandémie mondiale du covid et ne va pas à son terme, cependant le VNVB se qualifie pour la première fois de son histoire pour une coupe d'Europe.
- 2021 : L'équipe professionnelle féminine termine 9è (11V-16D) du championnat de France.
- 2022 : L'équipe professionnelle féminine termine 12è (8V-18D) du championnat de France.
- 2023 : L'équipe professionnelle féminine termine 9è (13V-13D) du championnat de France.
- 2024 : L'équipe professionnelle féminine termine 4è (18V-6D) du championnat de France, et s'incline après un duel mémorable en quarts de finale des play-off face au Voléro le Cannet par 3 défaites à 2. L'équipe se qualifie ainsi en coupe d'Europe.
- 2025 : L'équipe professionnelle féminine termine 5è (18V-8D) du championnat de France et se qualifie en demi-finale des play-off après une nouvelle lutte face au Voléro Le Cannet (battu 3 victoires à 1). L'équipe échoue de peu à se qualifier pour la finale face au Levallois Paris Saint-Cloud, remportant sa demie à domicile (3-1) mais échouant par 2 fois au tie-break à Levallois. Malgré ses résultats, l'équipe est privée de coupe d'Europe pour la saison prochaine. Il s'agit d'un véritable tour de force pour un club qui avait vu ses meilleurs éléments partir pour n'en conserver que 3 au début de cette saison (Runnels, Gamanovich, Gustafsson) mais qui a su faire un excellent recrutement, en particulier avec la venue de Gretell Moreno, Alondra Vasquez, Victoria Foucher, Valerin Carabali et la capitaine Lucie Dekeukelaire. En mai 2025, le club doit renouveler intégralement son effectif, victime de sa nouvelle popularité, et choisir un successeur à son coach André Sà. Le club annonce recruter Nicola Vettori pour un nouveau cycle de 2 ans (horizon 2027 d'après une interview de Fabien Pelc, directeur sportif).

## Historique[2]
- 13 mai 1960 : Création du club de volley à Vandœuvre : US Vandœuvre Volley Ball (USV VB).
- 1982 : L'équipe masculine accède au championnat de Nationale 1, équivalent aujourd'hui à notre Ligue B.Le club engage pour la 1re fois de son histoire une équipe féminine en championnat de Régionale 1.
- 1985 : L’équipe masculine accède au championnat de Nationale 1.
- 1988 : La section féminine commence à se développer. À cette époque, l'ASPTT évolue en nationale 1.
- 1989 : L'équipe féminine du VNVB accède au championnat de Nationale 3.
- 1995 : L'équipe féminine du VNVB accède au championnat de Nationale 2. L'équipe masculine du VNVB accède au championnat de Nationale 3.
- 2000 : Fusion entre les deux clubs, naissance du Vandœuvre Nancy ASPTT Volley Ball (VNVB). L'équipe féminine évolue dans le championnat de Nationale 1.
- 2004 : Défusion avec l'ASPTT : nouveau nom : Vandœuvre Nancy Volley Ball (VNVB).
- 2006 : Le VNVB accède au championnat de Pro A Féminine pour la première fois de son histoire.
- 2007 : L'équipe masculine évolue au championnat de Nationale 1.
- 2008 : Le Centre de Formation du V.N.V.B voit le jour le 1er septembre; il accueille 3 joueuses.
- 2010 : Le club fête ses 50 ans.
- 2012 : Le club est relégué en seconde division : Division Elite Féminine (DEF).
- 2015 : Le club accède, pour la deuxième fois de son histoire, à la Ligue A Féminine (LAF) en terminant champion de Division Élite Féminine (DEF).
- 2018 : Création du centre de formation du VNVB.
- 2020 : Le 16 décembre 2020, le VNVB dispute et remporte son premier match de Challenge Cup en Espagne face à Las Palmas en 1/8è de finale, 3 sets à 2 (25-27, 19-25, 25-22, 25-20, 10-15) . L'équipe s'incline au tour suivant, le 17 décembre, face à l'équipe turque du THY, toujours à l'extérieur, par 3 sets à zéro (25-21, 25-21, 25-19) et est donc éliminée en 1/4 de finale.
- 2024 : Le club créé un réel engouement pour le volley avec son équipe première qui parvient à se hisser à la 4è place du championnat malgré le fait d'avoir l'avant dernière masse salariale (300 000 €) et l'avant dernier budget de Ligue A (1.1 million d'euros). Les derniers matchs du club remplissent complètement le Parc des Sports des Nations, ainsi 2000 personnes assistent au mémorable duel avec le Voléro Le Cannet lors des 1/4 de finale des play-off.
- 2025 : Saison de la confirmation pour le club qui termine 5è (4è en réalité mais pénalisé par la ligue d'un retrait de points), qui atteint pour la première fois les 1/2 finales du championnat.

En coupe d'Europe, le club élimine d'entrée et sèchement le club allemand du Desdner SC, pourtant habitué de longue date aux joutes européennes. Le tour suivant est une formalité puisque le club bat facilement le modeste (et pourtant invaincu dans son championnat) Maribor, en Slovénie. Le club de Vandœuvre est vaincu au tour suivant par le club polonais du Moya Radomka, malgré une victoire en Pologne à l'aller, à cause d'une défaite nette 0-3 au retour et l'élimination au golden set (malgré une balle de match). 

## Effectif

### Saison 2024-2025
| No                                                       | Nom                                                      | Date de naissance                                        | Taille                         | Poids                          | Poste                          |
| -------------------------------------------------------- | -------------------------------------------------------- | -------------------------------------------------------- | ------------------------------ | ------------------------------ | ------------------------------ |
| 1                                                        | Carolina Camino                                          | 28 septembre 2003                                        | 181                            | N/C                            | Réceptionneuse-attaquante      |
| 3                                                        | Valerin Carabali (sv)                                    | 25 octobre 2000                                          | 186                            | 67                             | Centrale                       |
| 4                                                        | Alondra Vázquez (it)                                     | 16 août 2000                                             | 180                            | N/C                            | Réceptionneuse-attaquante      |
| 5                                                        | Isabella Bergmark                                        | 5 septembre 2000                                         | 188                            | N/C                            | Centrale                       |
| 6                                                        | Breana Runnels                                           | 21 janvier 1998                                          | 177                            | N/C                            | Réceptionneuse-attaquante      |
| 7                                                        | Valeriia Gamanovich                                      | 1er juin 2003                                            | 187                            | N/C                            | Attaquante                     |
| 8                                                        | Zoé Betz                                                 | 31 janvier 2002                                          | 164                            | 58                             | Libero                         |
| 10                                                       | Kayley Cassaday                                          | 15 octobre 2000                                          | 180                            | 74                             | Réceptionneuse-attaquante      |
| 12                                                       | Hilda Gustafsson (sv)                                    | 25 décembre 2002                                         | 185                            | N/C                            | Passeuse                       |
| 13                                                       | Gretell Moreno                                           | 30 janvier 1998                                          | 183                            | 70                             | Passeuse                       |
| 14                                                       | Victoria Foucher                                         | 28 mai 1995                                              | 183                            | N/C                            | Attaquante                     |
| 15                                                       | Lucie Dekeukelaire                                       | 26 mai 1993                                              | 175                            | 70                             | Libero                         |
| 19                                                       | Kristina Starostenko                                     | 14 février 2005                                          | 183                            | N/C                            | Centrale                       |
|                                                          |                                                          |                                                          |                                |                                |                                |
| Encadrement technique                                    | Encadrement technique                                    |                                                          | Légende                        | Légende                        | Légende                        |
| Entraîneur : André Sá                                    | Entraîneur : André Sá                                    | Entraîneur : André Sá                                    | : Capitaine                    | : Capitaine                    | : Capitaine                    |
| Entraîneur(s) adjoint(s) : Pavel Fabritci, Yohann Escala | Entraîneur(s) adjoint(s) : Pavel Fabritci, Yohann Escala | Entraîneur(s) adjoint(s) : Pavel Fabritci, Yohann Escala | : Joueuse blessée actuellement | : Joueuse blessée actuellement | : Joueuse blessée actuellement |